# Alexandru Cantacuzino (legionar)
Prințul Alexandru Cantacuzino (n. 1901, comuna Ciocănești, Ilfov, Regatul României - d. 22 septembrie 1939, Închisoarea Râmnicu Sărat, Buzău, Regatul României) a fost un avocat și politician român, membru de frunte al Mișcării Legionare și colaborator cu Corneliu Zelea Codreanu. El a planificat un complot de răsturnare al regelui Carol al II-lea, plan ce va fi preluat ulterior de Horia Sima. A fost împușcat fără judecată, în ziua de 22 septembrie 1939, la închisoarea din Râmnicu Sărat, în cadrul operațiunii de represalii ordonată de Carol al II-lea, în urma asasinării prim-ministrului, Armand Călinescu.

## Biografie
Prințul Alexandru Cantacuzino, născut în 1901, în comuna Ciocănești, din județul Ilfov (azi județul Dâmbovița), în conacul Ghica - Cantacuzino, era descendentul unei familii domnitoare românești, care a dat numeroși domnitori și cărturari. A studiat la Paris și la Haga (Academia de Drept Internațional), obținând licența și doctoratul în drept la București. A debutat ca șef de cabinet la Ministerul Afacerilor Externe al României (1926-1927), apoi, secretar de legație și însărcinat cu afaceri al României la Haga și Varșovia.
Ca legionar, a colaborat cu revista „Axa”, editată de grupul de intelectuali legionari Ion I. Moța, Vasile Cristescu, Alexandru Constant, Mihail Polihroniade și Mircea Eliade, care părăsiseră în 1933 cenaclul „Criterion”, condus de Petru Comarnescu, nemulțumiți de orientarea mondialistă a acestuia. A colaborat și la revistele Convorbiri literare, „Cuvântul studențesc”, „Vestitorii” și „Libertatea”.

### Activitatea politică

#### Activitatea legală
Cantacuzino a aderat la Mișcarea Legionară și a devenit unul din cei mai apropiați colaboratori ai „Căpitanului” (Corneliu Zelea Codreanu), care i-a acordat gradul cel mai înalt în ierarhia legionară, de „Comandant al Bunei Vestiri”. A intrat în atenția autorităților statului după ce a participat la organizarea Congreselor Studențești de la Craiova (aprilie 1935) și de la Târgu Mureș (aprilie 1936), care au culminat cu demonstrații și grave tulburări ale ordinei publice. Dacă la congresul de la Craiova, nota dominantă a fost „afirmarea credinței legionare” a unei părți dintre studenți, la congresul de la Târgu Mureș tonul dezbaterilor a fost mult mai agresiv, fiind atacate deschis așa-zisele „forțe oculte” care conduceau politica țării și care erau răspunzătoare de prigoana studenților legionari. Erau vizați în special Elena Lupescu, Virgil Madgearu, generalul Gabriel Marinescu, Armand Călinescu și chestorul Parizianu, despre care legionarii presupuneau că pregătesc lichidarea fizică a Căpitanului. Alexandru Cantacuzino s-a numărat printre oratorii cei mai virulenți care s-au perindat la tribuna congresului. La 17 mai 1937, s-a dat sentința in procesul intentat legionarilor care au condus Congresul Studențesc de la Târgu Mureș. Cantacuzino a fost condamnat la un an de închisoare cu suspendare.  
În 1936, Cantacuzino a plecat cu echipa legionară condusă de generalul Gheorghe Cantacuzino-Grănicerul să lupte în Spania de partea fasciștilor franchiști și contra comuniștilor, fiind decorat de generalul Franco cu "Crucea Roșie". 
În 1937 Cantacuzino a fost numit șef al „Corpului Legionar Moța-Marin”, pentru care a elaborat un regulament. „Corpul” a fost înființat printr-un ordin al Căpitanului, cu puțin timp înaintea plecării grupului de legionari pe frontul din Spania, ca să-i folosescă de gardă personală, din care cauză se preferau legionari cu statură atletică. Ulterior a fost destinat să fie un fel de corp de elită al mișcării legionare, „un grup de esență strict și sever educativă și de inspirație eroică”, urmând a fi format din 10.033 de luptători, în vârste de sub 30 de ani. Proiectul acestei organizații nu a fost finalizat, dat fiind că partidul Totul pentru Țară s-a autodesființat în anul următor, concomitent cu instituirea dictaturii regale și interzicerea oricărei forme de activitate politică.
În urma deciziei lui Codreanu, Cantacuzino a candidat la alegerile din 20-22 decembrie 1937, din partea partidului Totul pentru Țară în Jud. Arad, reușind cu unul dintre cele mai bune scoruri electorale obținute de legionari, 32,73% și a devenit deputat de Argeș.

#### Activitatea clandestină
În ajunul instituirii Dictaturii regale a lui Carol al II-lea, Armand Călinescu, în calitate de ministru de interne (șef al executivului de fapt, dat fiind că prim ministru era Patriarhul Miron Cristea, în vârstă de 70 de ani), a emis ordinul nr. 746 din 6 martie 1938, prin care a dat dispoziție tuturor prefecturilor de poliție și jandarmeriilor să-i fileze pe legionari, iar, în cazul în care nu respectau noua legislație, să-i aresteze. Teoretic era vizată suprimarea oricărei forme de activitate politică, practic însă, conform cu Ilarion Țiu, s-au produs nenumărate abuzuri, datorate mai ales provocărilor lansate de autorități (circulare, ordine și comunicate false emise de Ministerul de Interne direct, în numele legionarilor). Armand Călinescu, împreună cu restul „Camarilei”, nu făcea decât să pună în practică prima etapă a planului de lichidare fizică a lui Zelea Codreanu și de distrugere a Mișcării Legionare.
Prin ordinul 746, s-a declanșat în luna martie un val de arestări a colaboratorilor lui Codreanu. În noaptea de 16 spre 17 aprilie (înainte de duminica Floriilor), au fost arestați Corneliu Codreanu și alți 44 de lideri legionari. Cantacuzino a fost și el arestat, dar a reușit să scape, împreună Vasile Cristescu, într-un moment de neatenție al gardienilor, sărind din mers prin  fereastra trenului ce-i transporta din lagărul de la Miercurea Ciuc la închisoarea Jilava. După evadare, undeva în apropiere de Brașov, cei doi s-au despărțit, Cristescu s-a ascuns în Brașov, iar Cantacuzino la București, unde avea rude numeroase și cu  poziții înalte în societate, astfel încât agenții Ministerului de Interne nu îndrăzneau să le percheziționeze.
După condamnarea lui Codreanu la 10 ani de muncă silnică, a urmat procesul celorlalte căpetenii legionare arestate în noaptea de 16/17 aprilie. Inițial, li s-a promis eliberarea, în schimbul unor declarații de supunere față de rege și de politica acestuia. Absolut toți au refuzat, convinși fiind că evoluția ulterioară a situației internaționale le va ameliora starea. Procesul a început în 25 iulie 1938 la Tribunalul Militar al Corpului II Armată, sentința fiind pronunțată în 1 august 1938. Alexandru Cantacuzino și Vasile Cristescu, deoarece evadaseră de sub escortă, au fost condamnați la câte 9 ani de închisoare, față de restul arestaților, care au primit câte 7 ani.
După condamnări, a urmat un val de declarații de desolidarizare ale liderilor legionari din eșalonul al 2-lea al mișcării, arestați între timp. Era clar că în noile condiții, Mișcarea Legionară nu mai putea funcționa, dar au ieșit la suprafață lideri dispuși să-i continue activitatea, ca Horia Sima, Cantacuzino și Vasile Cristescu. Horia Sima, un lider din provincie (la vremea respectivă încă nu fusese racolat de Moruzov ca agent al Siguranței și va apare în evidențele Siguranței în 1939, fiind dat în consemn general la frontieră), a folosit momentul pentru a prelua conducerea. El a organizat un „Comandament de prigoană”. Sima a reușit să reorganizeze mișcarea, limitând numărul membrilor unui cuib la 5, și acordându-le o autonomie mai mare în declanșarea de acțiuni, astfel încât în câteva luni legionarii erau complet reorganizați în noile condiții de clandestinitate, și gata de confruntare cu autoritățile, ca tipărirea și difuzarea de manifeste contra lui Nicolae Iorga și lui Armand Călinescu, considerați principalii responsabili pentru procesul în care fusese condamnat Codreanu, sau a unei broșuri intitulate „Adevărul despre procesul lui Corneliu Z. Codreanu. Maiu 1938”. Totodată s-au tipărit manifeste contra regimului, mesajele transmise autorităților devenind tot mai dure, majoritatea fiind semnate de membrii Comandamentului de prigoană (cu excepția lui Horia Sima, care a preferat să rămână în umbră). 
Astfel, circulara lui Cantacuzino din 13 octombrie 1938 anunța că „Mișcarea Legionară este hotărâtă să pună capăt îndrăznelilor dlui Călinescu”. A urmat pamfletul „Priviți pe acești trei", cu atacuri directe la persoana regelui, Elenei Lupescu și tatălui acesteia. Un alt manifest amenința: „Maiestate! ori te împaci cu Nația Românească, ori trebuie să găsim altă soluționare problemei deschise”. Haria Sima considera că manifestele au avut o influență considerabilă, dat fiind că erau semnate de doi din liderii cei mai cunoscuți ai mișcării.
Cantacuzino a planificat și un complot de răsturnare a lui Carol al II-lea, plan ce va fi utilizat ulterior de Horia Sima, cu unele modificări.
În data de 28 octombrie 1938, Cantacuzino a fost arestat pe când se plimba prin București, deghizat în ofițer și întemnițat la închisoarea din Râmnicu Sărat, alături de liderii legionari condamnați în procesul din 25 iulie 1938, respectiv Gheorghe Clime, Mihail Polihroniade, Traian Cotigă, Șerban Milcoveanu, ș.a.

### Decesul
După ce a refuzat să semneze o „declarație de supunere”, Cantacuzino a fost împușcat în noaptea de 21-22 septembrie 1939 în timp ce era încarcerat la Râmnicu Sărat, împreună cu alți conducători legionari, respectiv Gheorghe Clime, Aurel Serafim, Nicolae Totu, Gheorghe Istrate, Sima Simulescu, Cristian Tell, Gheorghe Furdui, Mihail Polihroniade, Paul Craja și Gheorghe Apostolescu, în baza listelor făcute anterior de Armand Călinescu, fostul prim ministru, împreună cu Gavrilă Marinescu, prefectul poliției și cu Mihail Moruzov, directorul Serviciului Secret de Informații (SSI). A fost înmormântat în Cimitirul Legionar din Predeal.
Prințul Mihail R. Sturdza, diplomat de carieră și comandant legionar, ministru de externe al României în timpul Statului Național-Legionar, al cărui fiu, Ilie Vlad Sturdza, fusese de asemenea arestat, fiind trecut pe lista de eliminare a liderilor legionari, subliniază modul cinic în care a fost tranzacționată asasinarea unora dintre prizonieri:
„ Odată arestată, soția mea a primit vizita de rutină, permisă rudelor legionarilor mai înstăriți, vizită autorizată de consorțiul Marinescu-Moruzov, care făcuse recent avere din jefuirea legionarilor asasinați ca și a refugiaților polonezi, la granița Bucovinei. I s-a fixat suma de 3.000.000. de lei ca preț al vieții fiului nostru, dându-i în același timp informația că Alexandru Cantacuzino n-ar fi fost împușcat în Închisoarea din Râmnic, dacă mama lui ar fi consimțit să plătească o sumă identică.”
După venirea la putere a lui Ion Antonescu și Horia Sima la 14 septembrie 1940 (Statul Național-Legionar) procesul din 1938 a fost revizuit prin Decizia Nr. 4 din 21 noiembrie 1940 a Comisiei pentru revizuirea proceselor politice, în urma căreia 19 fruntași legionari, printre care și Alexandru Cantacuzino (nr. 2 pe listă), au fost achitați de condamnările pronunțate, sentința fiind definitivă. Unul dintre apărători în acest proces a fost avocatul legionar Horia Cosmovici.

## Citate
„ Omul își făurește sufletul după clima vremurilor în care trăiește.”
Alexandru Cantacuzino - Românul de mâine (1935)

## Cărți
- Cum suntem - Tipografia "Comicel", Sibiu, 1934. Ediția II-a: Editura "Mișcării Legionare", București, 1940
- Românul de mâine - Ediția I-a, București, Aprilie 1935. Ediția a II-a: Institutul de Arte Grafice "Eminescu", București, 1937
- Între lumea legionară și lumea comunistă - București, 1935. Ediția a II-a: Editura "Mișcării Legionare - Serviciul Propagandei Legionare", București, 1940
- Românismul nostru - Institutul de Arte Grafice "Eminescu", București, Martie, 1936
- Pentru Christos (amintiri de pe frontul din Spania) - București, Martie 1937
- Toate acestea au fost reeditate în exil, sub titlul "Opere complete", Colecția "Omul Nou", Traian Golea, München - Germania, 1969.